# James Hardie House
La James Hardie House, anche nota come l'Asbestos House, è uno storico edificio commerciale di Sydney in Australia.

## Storia
L'edificio, progettato da Robertson & Marks in collaborazione con John Reid & Sons nel 1927 per diventare la nuova sede dell'omonima azienda di materiali da costruzione, venne eretto in due fasi. La prima parte venne costruita fra il 1928 e il 1929, mentre la seconda tra il 1934 e il 1935.
La James Hardie occupò l'edificio fino al marzo 2002.

## Descrizione
L'edificio, situato nel CBD di Sydney, presenta uno stile Art déco.

## Galleria d'immagini

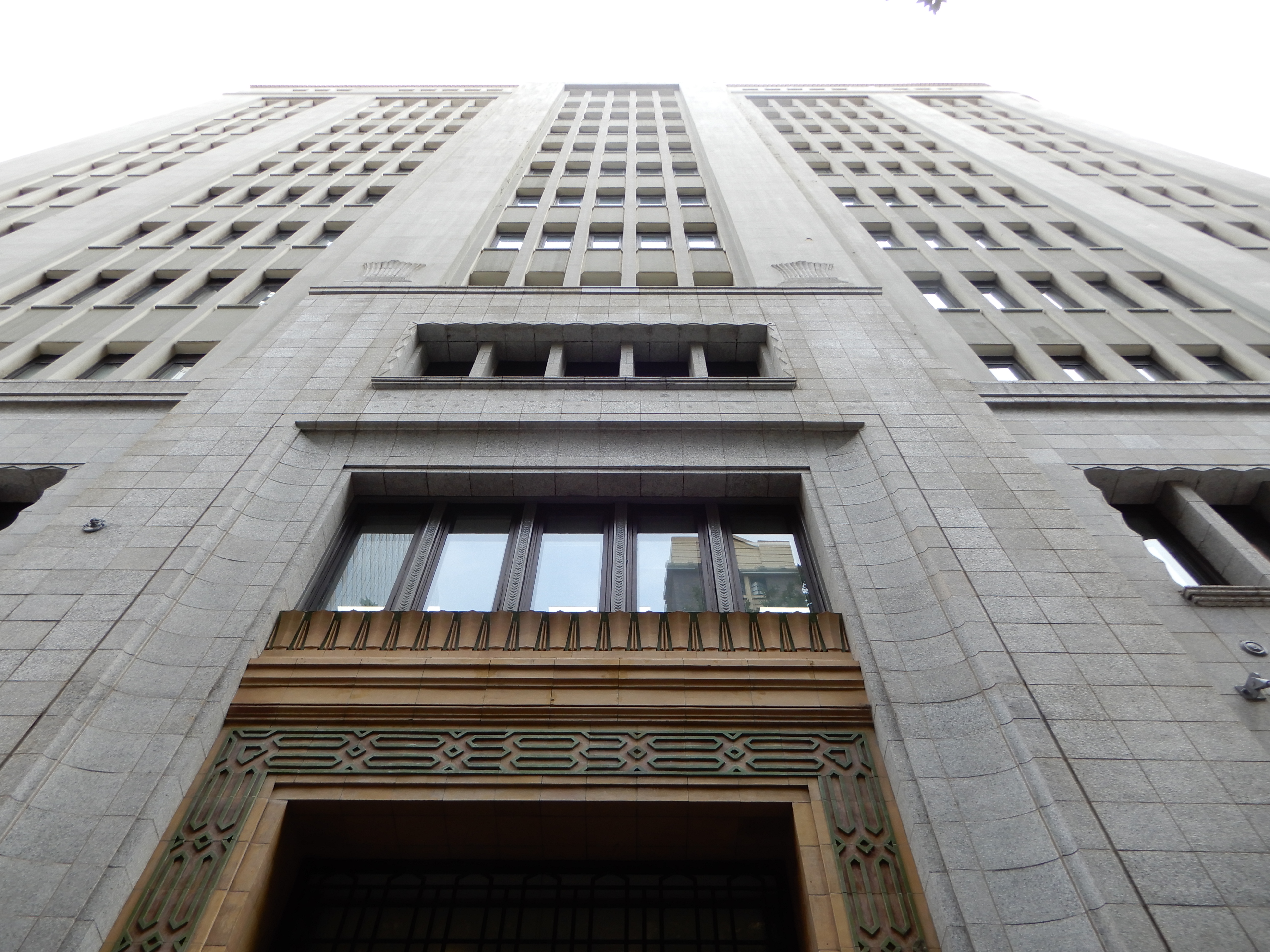
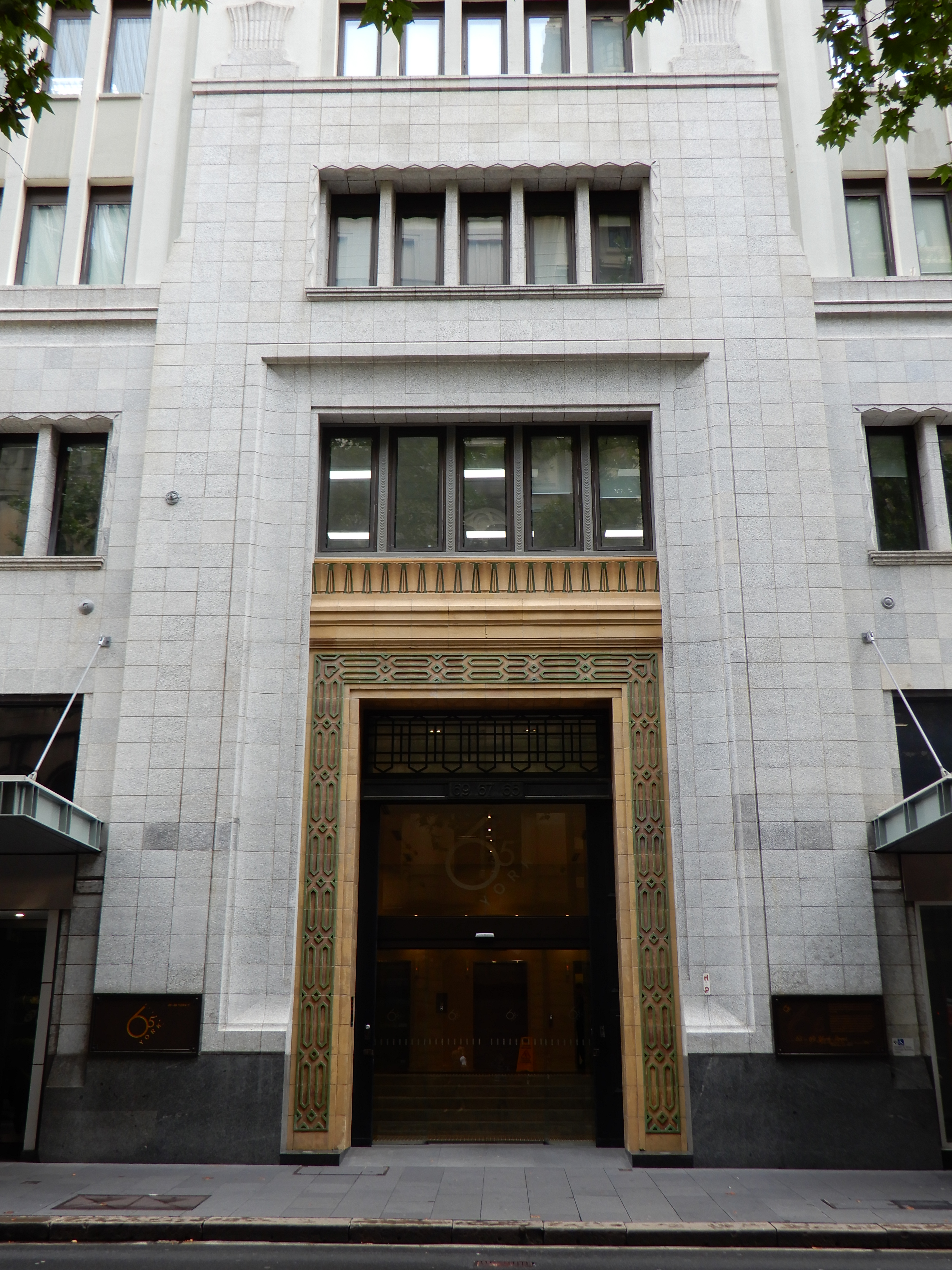
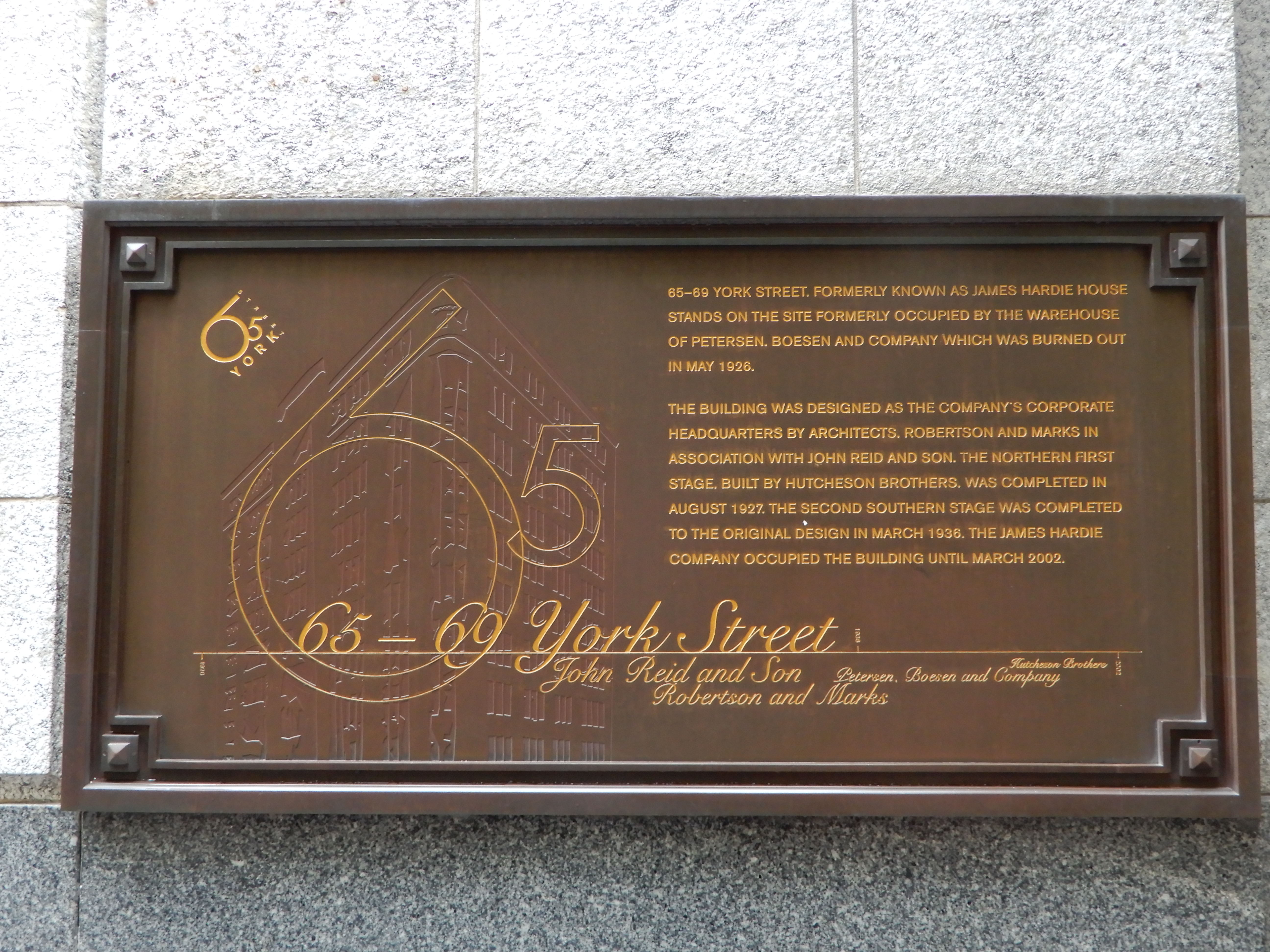